# Московская Русь

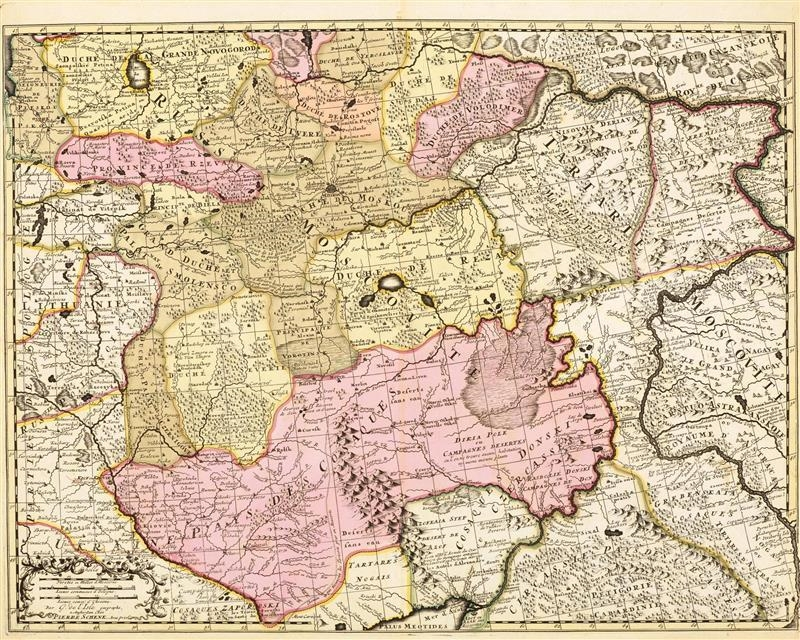
Термин Russiе Moscovite (Московская Русь) на карте Питера Шенка младшего (1730 год)

Московская Русь — историографический термин, которым могут обозначаться исторические государства со столицей в Москве — Великое княжество Московское и возникшее после присоединения им Новгорода и Твери централизованное Русское государство, именуемое после венчания на царство Ивана IV также Русским царством.
В начале своего существования Московская Русь пересекается с Владимирской Русью — удельной системой Великого княжества Владимирского. Фактическое доминирование Владимира заканчивается в конце XIII века, однако формальное первенство Владимира продолжается вплоть до княжения Дмитрия Донского, который сделал переходящий титул великого князя владимирского, за который соперничали разные княжеские дома Северо-Восточной Руси, наследственным титулом московских князей. С этого момента понятия Владимирская Русь и Московская Русь неотделимы друг от друга.
В отношении более позднего периода соперничества двух крупных государств в собирании земли русской — Великого княжества Литовского и Русского государства, термин Московская Русь может противопоставляться Литовской Руси либо Западной Руси в целом. Синонимом Московской Руси в данный период может выступать термин Великая Русь, Г. В. Вернадский также использовал термин Восточная Русь. В связи с переносом столицы в Санкт-Петербург и основанием Российской империи термин Московская Русь в современной историографии обычно не распространяют на последующие периоды.